# 海山

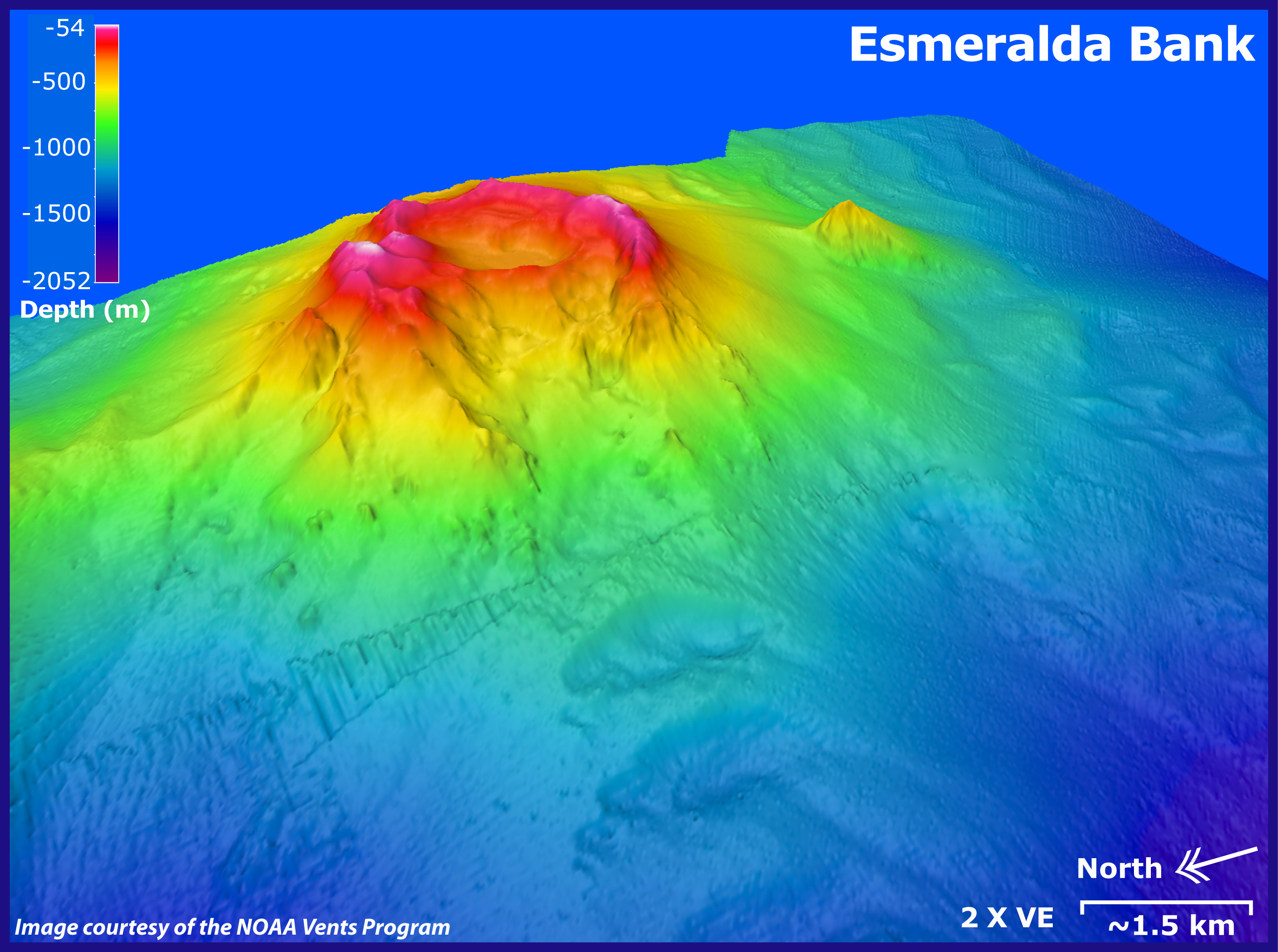
エスメラルダ海山

海山（かいざん、英: seamount）とは、海底地形の一種。海底から1000メートル以上の比高を有する比較的孤立した高所部であって頂上の径が大きくないもの。

## 概要
海山と海台（Knollまたはhill）とは、一般に頂上とその周囲の海洋底との比高で区別され、比高が1000メートル以上のものが海山、1000メートル未満のものが海丘と呼ばれる。海山のうち、頂部が200メートルよりも深く、頂上が平坦なものをギヨー（平頂海台）と呼ぶ。
海山から採集された基盤岩がほぼ玄武岩であることから、海山はすべて海底火山であると推定されている。したがって、海山はホットスポット上や海溝近辺に多く存在する。その頂上の深度と噴火の規模によっては、頂上が海面上に現れ、新たな島となることもある。
海上で変色水が認められる場合、海山の噴火が起きる可能性が高いため、接近は危険である。噴火が直撃し、船体が跡形もなく破壊された事例も確認されている。危険な海山に対しては航行警報も発表されている。危険な海山の例としては、福徳岡ノ場は活発な火山活動が確認できる事から海上保安庁が常時監視しており、一般の船舶の接近も禁止している。

## 海山の命名
定着した名称がない海山を含む海底地形を新たに命名する場合、国際水路機関 (IHO) とユネスコ政府間海洋学委員会 (IOC) 傘下にある海底地形名称小委員会（SCUFN＝英: GEBCO Sub-Committee on  Undersea Feature Names）に各国が申請し、承認を得ると、『海底地形名集』に収録され、世界に周知される仕組みである。
近年、島の領有権や領海、排他的経済水域、大陸棚とそこにある資源など海洋権益を巡る対立が増え、その海域への影響力を誇示する意味でも、海底地形に自国風の名称を付けようとする国々が目立つ。
日本政府も、海底地形に天体や日本の海洋学者、作家名などにちなんだ名称をSCUFNに提案し、承認されている。このうち沖縄諸島南方については「康成海山」「芭蕉海山」「晶子海山」などからなる「文豪海山地形区」として2018年1月4日に確定した。
なお北太平洋の天皇海山群は米国の海洋学者が1954年に命名したもので、上記のような背景や日本政府の意図とは無関係である。

## 海山群・海嶺
海面下の地殻のプレートがマグマのホットスポットの上を移動しているあいだ海山が次々と生成されることにより、海山群・海底山脈 (seamount chain) やハワイ海嶺などの海嶺 (oceanic ridge) が形作られる（島や諸島になることもある）。